# Marathon van Nagoya 1989
De marathon van Nagoya 1989 werd gelopen op zondag 5 maart 1989. Het was de 10e editie van de marathon van Nagoya. Alleen vrouwelijke elitelopers mochten aan de wedstrijd deelnemen. De Chinese You-feng Zhao kwam als eerste over de streep in 2:28.20.

## Uitslagen

### Mannen
| rang   | naam              | land | tijd    |
| ------ | ----------------- | ---- | ------- |
| Goud   | You-Feng Zhao     | CHN  | 2:28.20 |
| Zilver | Marguerite Buist  | NZL  | 2:29.09 |
| Brons  | Ayumi Ishikura    | JPN  | 2:34.02 |
| 4      | Sachiko Yamashita | JPN  | 2:34.59 |
| 5      | Sally Ellis       | ENG  | 2:35.22 |
| 6      | Ngaire Drake      | NZL  | 2:35.50 |
| 7      | Elena Tsukhlo     | URS  | 2:36.12 |
| 8      | Chiemi Kashiwagi  | JPN  | 2:38.48 |
| 9      | Ritva Lemettinen  | FIN  | 2:39.23 |
| 10     | Sylvie Bornet     | FRA  | 2:40.22 |
| 11     | Qiu-Li Yu         | CHN  | 2:40.54 |
| 12     | Magda Ilands      | BEL  | 2:41.18 |
| 13     | Satoe Minegishi   | JPN  | 2:42.18 |
| 14     | Akemi Takayama    | JPN  | 2:43.15 |
| 15     | Tomoko Tanaka     | JPN  | 2:43.46 |
| 16     | Kaori Ishikawa    | JPN  | 2:43.53 |
| 17     | Hiroko Tanaka     | JPN  | 2:44.13 |
| 18     | Shinobu Kurosaki  | JPN  | 2:44.22 |
| 19     | Machiko Inoguchi  | JPN  | 2:45.02 |
| 20     | Junko Kawakami    | JPN  | 2:46.10 |
| 21     | Masako Matsumura  | JPN  | 2:47.31 |
| 22     | Maureen Roben     | USA  | 2:48.07 |
| 23     | Akemi Yamanaka    | JPN  | 2:48.50 |
| 24     | Yoshiko Hirohama  | JPN  | 2:48.58 |
| 25     | Chieko Ishizaki   | JPN  | 2:50.21 |

1984 ·
1985 ·
1986 ·
1987 ·
1988 ·
1989 ·
1990 ·
1991 ·
1992 ·
1993 ·
1994 ·
1995 ·
1996 ·
1997 ·
1998 ·
1999 ·
2000 ·
2001 ·
2002 ·
2003 ·
2004 ·
2005 ·
2006 ·
2007 ·
2008 ·
2009 ·
2010 ·
2011 ·
2012 ·
2013 ·
2014 ·
2015 ·
2016 ·
2017